# Green Bay Packers, Inc.
Green Bay Packers, Inc. — американская публичная некоммерческая организация, владеющая командой НФЛ Грин-Бей Пэкерс.
«Пэкерс» являются единственной франшизой НФЛ, которая контролируется компанией. Они не являются собственностью физического лица, товарищества или юридического лица, а по состоянию на 2021 год принадлежат 361 300 акционерам. Никому не разрешается владеть более 200 тыс. акций, что составляет примерно четыре процента от 5 011 558 акций, находящихся в обращении в настоящее время. Именно эта широкая общественная поддержка и некоммерческая структура удерживают команду в Грин-Бее более века, несмотря на то, что это самый маленький рынок во всех основных профессиональных видах спорта в Северной Америке

## Совет директоров
Владельцем команды является совет директоров Green Bay Packers, Inc.
"Пэкерс"являются публичной некоммерческой организацией с 18 августа 1923 года. В настоящее время насчитывается около 361 300 акционеров, которые в совокупности владеют 5 009 400 акций после пятой продажи акций в 2011 году..
НФЛ не разрешает корпоративное владение клубами, требуя, чтобы каждый клуб полностью принадлежал либо одному владельцу, либо небольшой группе владельцев до 32 человек на команду, один из которых должен владеть одной третью доли команды. Команда являются исключением из этого правила, поскольку имели свой корпоративный статус ещё до вступления правила в силу в 1980-х годах. Как публичная некоммерческая организация, «Пэкерс» также являются одной из немногих североамериканской спортивной франшизой, которая ежегодно публикует свой финансовый баланс (только в Канадской футбольной лиге отчётность также публикуют Саскачеван Рафрайдерс, Виннипег Блу Бомберс и Эдмонтон Эскимос)
Обществом управляет исполнительный комитет из семи членов, избираемых из числа членов совета директоров. Комитет направляет корпоративное управление, утверждает основные капитальные затраты, устанавливает политику совета директоров и контролирует эффективность управления в ведении бизнеса и дел корпорации.
На собраниях владельцев НФЛ и других мероприятиях лиги общество представляет избранный президент, которым сейчас является Марк Х. Мерфи. Президент — единственный служащий, получающий компенсацию. Остальные члены комиссии работают gratis.
К моменту своей смерти в 2018 году крупнейшим акционером команды был издатель газеты Green Bay Press-Gazette Майкл Кейдж.

## Права акционеров
Несмотря на то, что в корпоративных документах о предложении она упоминается как «обыкновенная акция», акция «Пэйкерс» не имеет тех же прав, которые традиционно связаны с обыкновенными или привилегированными акциями. Он не включает долю в капитале, не приносит дивидендов, не может быть продана и не имеет защиты в соответствии с законодательством о ценных бумагах. Он также не дает никаких привилегий при покупке абонемента. Акционеры получают не что иное, как право голоса, приглашение на годовое собрание акционеров и возможность приобретать эксклюзивные товары.
Акции не могут быть перепроданы, кроме как обратно команде за небольшую часть первоначальной цены. Хотя новые акции могут быть подарены, технически передача разрешена только между ближайшими членами семьи после установления права собственности.

## Выпуск акций

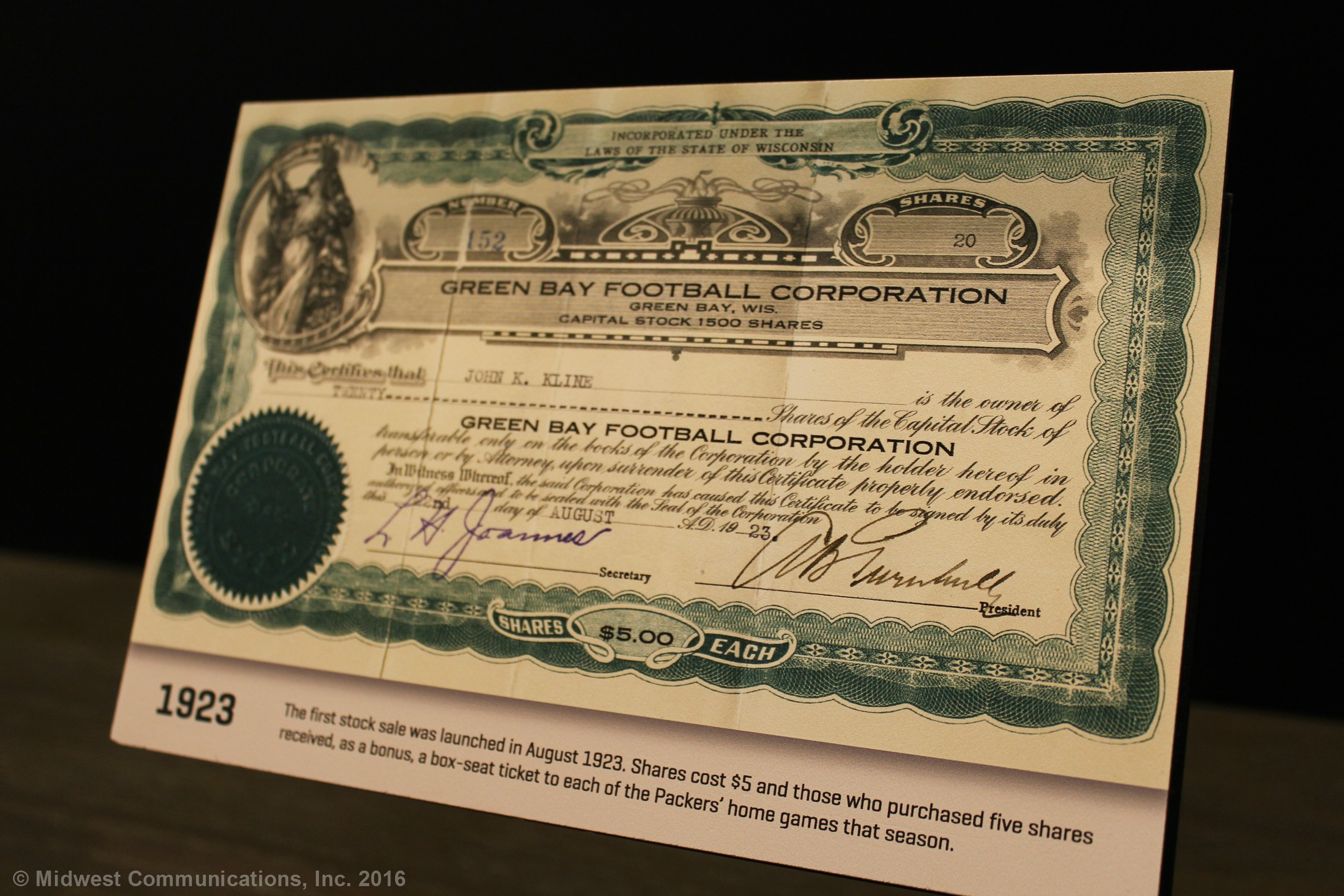
Сертификат 1923 года, на котором изображён Зал славы Грин-Бей Пэкерс.

За историю организации было шесть выпусков акций:
- 1923: Акции были впервые проданы, чтобы создать клуб как некоммеречскую организацию.[2] В общей сложности 5000 долларов было собрано за счет продажи 1000 акций по 5 долларов за штуку. Каждый акционер должен был купить шесть абонементов.[3] Чтобы гарантировать, что у акционеров никогда не будет каких-либо финансовых стимулов для перемещения клуба за пределы Грин-Бей, в первоначальных учредительных документах было предусмотрено, что в случае продажи франшизы вся прибыль от продажи будет передана в дар. на пост Салливана-Уоллена Американского легиона, предназначенный для строительства «настоящего солдатского мемориала». На годовом собрании в ноябре 1997 года акционеры проголосовали за смену бенефициара на Фонд Green Bay Packers Foundation, созданный для пожертвований благотворительным организациям и учреждениям по всему Висконсину.
- 1935: Второе размещение акций было проведено с целью привлечения 15 000 долларов после того, как организация приняла решение о выплате дивидендов. Некоммерческая организация Green Bay Football Corporation была затем реорганизована в Green Bay Packers, Inc., нынешнюю компанию с 300 акциями в обращении.[3]
- 1950: Третье предложение было проведено, чтобы сохранить платежеспособность команды и её прописку в Грин-Бэй в условиях конкуренции со стороны Всеамериканской футбольной конференции и ухода основателя Керли Ламбо после 30-летней работы главным тренером[4] Служащими были внесли поправки в устав, разрешившие владение до 10 тыс. акций. Чтобы никто не мог взять на себя контроль, был введен лимит в 200 акций на одного держателя акций, а количество директоров увеличилось с 15 до 25. Приблизительно половина потенциальных 9,7 тыс. новых акций была продана, в результате чего было собрано более 118 тыс. долларов из расчёта продажи 4,7 тыс. акций по 25 долл. за штуку.[3]
- 1997-98:1940 акционеров клуба проголосовали за выпуск 1 млн новых акций, одновременно разделив их в соотношении 1000:1. Чистый эффект заключался в том, чтобы существующие акционеры сохраняли за собой подавляющее большинство голосов.[4][8][9] После этого было предложено выставить на продажу 400 тыс. акций для оплаты реконструкции стадиона. За 17 недель с конца 1997 года по 16 марта 1998 года 105 989 новым акционерам было продано 120,010 тыс. акций за 200 долл., что привлекло более 24 млн долл..[3]
- 2011: 6 декабря 2011 года началась пятая распродажа акций для сбора средств на крупное расширение Lambeau Field стоимостью 143 млн долл.: установка около 6700 новых сидений, новые видеоплаты высокого разрешения, новую звуковую систему и два новых входа. Спрос превысил ожидания, и первоначальный лимит в 250 тыс. акций был увеличен на 30 тыс.. К концу предложения 29 февраля 2012 года было привлечено более 64 миллионов долларов через 250 тыс. покупателей, купивших 269 тыс. акций по 250 долларов за штуку[8] Покупатели были из всех 50 штатов США, и впервые продажи были на короткое время разрешены в Канаде, добавив около 2000 акционеров. Примерно 99 % акций было куплено через Интернет.[3] Летом 2011 года Грин-Бей Пэкерс приехали в Белый дом с целью отпраздновать победу в Супербоуле XLV, и игрок команды Чарльз Вудсон подарил президенту США и фанату дивизиональных конкурентов «Чикаго Беарз» Бараку Обаме часть акций команды[10]
- 2021: 16 ноября 2021 года началась шестая распродажа 300 тыс. акций, которые будут проданы по 300 долларов за штуку до 25 февраля 2022 года.[11][12][13] Было объявлено, что выручка от продажи будет потрачена на новые видеоплаты и модернизацию зала, а также на другие проекты на Lambeau Field.[14] За первые два дня было продано 111 тыс. акций (эквивалентно 36 млн долл.),[14]. Изначально продажа акций была ограничена только резидентами Соединенных Штатов (за исключением жителей Американского Самоа и Северных Марианских островов), через четыре дня акции смогли покупать жители Канады (к этому моменту было продано 126 тыс. акций).[15]

## Green Bay Packers Foundation
В декабре 1986 года команда создала Green Bay Packers Foundation, которая оказывает помощь в широком спектре мероприятий и программ в интересах образования, гражданского общества, здравоохранения, социальных служб и молодежи.
На ежегодном собрании акционеров команды в 1997 году фонд был определён вместо мемориала солдат Салливан-Валлен Пост в качестве получателя любых оставшихся активов после продажи или роспуска команды.